# Laelia alfierii
Laelia alfierii är en fjärilsart som beskrevs av Kruger 1939. Laelia alfierii ingår i släktet Laelia och familjen tofsspinnare. Inga underarter finns listade i Catalogue of Life.